# Giorgio Albani
Giorgio Albani (Monza, Llombardia, 15 de juny de 1929 - Monza, 29 de juliol de 2015) va ser un ciclista italià, que fou professional entre 1949 i 1959. Durant la seva carrera esportiva aconseguí una trentena de victòries, destacant set etapes al Giro d'Itàlia i un campionat nacional en ruta.
Una vegada retirat com a ciclista passà a desenvolupar tasques de director esportiu durant més de 15 anys. Entre els molts ciclistes a qui dirigí destaca Eddy Merckx a l'equip Molteni.

## Palmarès
- 1950
  - 1r a la Coppa Agostoni
  - Vencedor d'una etapa del Giro de Sicília
- 1951
  - 1r a la Milà-Mòdena
- 1952
  - 1r al Giro del Piemont
  - 1r al Giro dels Apenins
  - Vencedor de 2 etapes al Giro d'Itàlia
- 1953
  - 1r al Giro del Laci
  - 1r a la Coppa Bernocchi
  - Vencedor d'una etapa al Giro d'Itàlia
  - Vencedor d'una etapa de la Roma-Nàpols-Roma
- 1954
  - 1r al Giro dels Apenins
  - 1r als Tres Valls Varesines
  - Vencedor d'una etapa al Giro d'Itàlia
  - Vencedor d'una etapa de la Roma-Nàpols-Roma
- 1955
  - Vencedor d'una etapa al Giro d'Itàlia
- 1956
  -  Campió d'Itàlia en ruta
  - 1r al Giro del Vèneto
  - Vencedor de 2 etapes al Giro d'Itàlia
- 1957
  - 1r al Giro de Campània

### Resultats al Giro d'Itàlia
- 1950. 46è de la classificació general
- 1951. Abandona
- 1952. 10è de la classificació general. Vencedor de 2 etapes. Porta la maglia rosa durant 1 etapa
- 1953. 15è de la classificació general. Vencedor d'una etapa
- 1954. 12è de la classificació general. Vencedor d'una etapa
- 1955. 39è de la classificació general. Vencedor d'una etapa
- 1956. 17è de la classificació general. Vencedor de 2 etapes
- 1957. 53è de la classificació general
- 1958. Fora de control (8a etapa)
- 1959. Abandona